# پایگاه شکاری اندروز
پایگاه شکاری اندروز (به انگلیسی: Joint Base Andrews) یک فرودگاه است . این فرودگاه در کشور ایالات متحده آمریکا قرار دارد .